# Tiro ao Álvaro
Tiro ao Álvaro (Tir al blanc en portuguès) és una cançó brasilera del 1960, del gènere samba. La lletra és d'Adoniran Barbosa i Osvaldo Moles i la música, del mateix Barbosa. Va ser censurada per la dictadura militar, pel seu text humorístic amb paraules mal escrites intencionadament.

## Història
El títol de la cançó fa referència a l'esport del tir al blanc, que al Brasil s'anomena tiro ao alvo. Durant la dictadura militar, un opositor al règim era anomenat alvo (objectiu). Barbosa, esperant no ser censurat, va canviar el terme pel nom Álvaro, que té una assonància amb alvo.
La cançó també va ser censurada com a text de mal gust, perquè distorsionava algunes paraules amb l'accent típic dels paulistes: flechada (fletxa) amb frechada, tábua (taula) amb táubua, automóvel (automòbil) amb automorver i revólver amb revorver.
L'any 1973 es va fer un intent de publicació, però no va tenir èxit fins al 1980, amb la versió interpretada per Elis Regina.

## Altres versions
- 1990 — Demônios da Garoa
- 2007 — Diogo Nogueira
- 2010 — Zélia Duncan
- 2016 — Péricles (per a la banda sonora de la telenovel·la Haja Coração)